# ستبنو (ناحیه وستی ناد لابم)
ستبنو (به چکی: Stebno) یک منطقهٔ مسکونی در جمهوری چک است که در Ústí nad Labem District واقع شده‌است. ستبنو ۱۰٫۹۵ کیلومتر مربع مساحت و ۴۴۶ نفر جمعیت دارد و ۴۰۴ متر بالاتر از سطح دریا واقع شده‌است.